# Phenacogrammus taeniatus
Phenacogrammus taeniatus är en fiskart som beskrevs av Géry, 1996. Phenacogrammus taeniatus ingår i släktet Phenacogrammus och familjen Alestidae. IUCN kategoriserar arten globalt som otillräckligt studerad. Inga underarter finns listade i Catalogue of Life.